# Miguel Primo Armendáriz Sonza
Miguel Primo Armendáriz Sonza (Hidalgo del Parral, Chihuahua, México; 15 de noviembre de 1979) es un académico y político mexicano, miembro de Partido Revolucionario Institucional. Candidato a Presidente Municipal de Hidalgo del Parral en 2016.

## Biografía

### Formación Académica
Miguel es licenciado en Economía Internacional por la Universidad Autónoma de Chihuahua, de donde se graduó en 2004, además es maestro en Administración de Recursos Humanos por la Facultad de Contaduría y Administración de la Universidad Autónoma de Chihuahua.

### Vida profesional
En 2023 Miguel Primo Armendáriz se incorporó a la Fundación Internacional para la Juventud (IYF por sus siglas en inglés) como Director de la Oficina Nacional en México. En este puesto, está encargado de diseñar y dirigir programas de desarrollo especializados en fomentar la creación de oportunidades de educación para las y los jóvenes. 
Desde 2020, colaboró en DAI Global, empresa consultora británica-estadounidense especializada en desarrollo, como líder del programa Skills for Prosperity Programme en México. Esta iniciativa del Gobierno de Reino Unido buscó impulsar la prosperidad de la juventud en 9 países en desarrollo incluidos Brasil, Egipto, Indonesia, Kenia, Malasia, México y Nigeria, Filipinas, Sudáfrica mediante el fortalecimiento de los mercados laborales basados en educación relevante y de calidad entre las y los estudiantes.
En 2007, fue elegido regidor en el Municipio de Hidalgo del Parral, donde se desempeñó como presidente de la comisión de desarrollo económico en donde propuso ante el ayuntamiento de Hidalgo del Parral la creación de la Dirección de Atención Ciudadana misma que fue autorizada y de la cual más tarde ocupara su dirección. En 2004 que fue designado por el presidente municipal de Hidalgo del Parral, Alfredo Amaya Medina, como Director de Desarrollo Urbano, Servicios Públicos y Ecología. A corta edad desempeño cargos públicos de trascendencia municipal.
Primo Armendáriz se ha desempeñado de igual manera como catedrático de las Facultades de Economía Internacional y Contaduría y Administración de la Universidad Autónoma de Chihuahua. 
En 2010, se integró como Secretario de Planeación de la Facultad de Economía Internacional de la Universidad Autónoma de Chihuahua y al año siguiente pasó a desempeñarse como director del plantel en Parral del Conalep. En 2013, pasó a ser director general en Chihuahua de Conalep. En 2015, fue designado por el gobernador César Duarte Jáquez como director general del Colegio de Bachilleres del Estado de Chihuahua.
En 2016, Primo Armendáriz fue candidato del Partido Revolucionario Institucional a la presidencia municipal de Hidalgo del Parral para las elecciones de ese año en las que resultó ganador el candidato independiente, Alfredo Lozoya Santillán por una diferencia de poco más de 8 mil votos. En octubre de ese mismo año, fue designado Coordinador Nacional del Colegio de Bachilleres por parte de la Subsecretaria de Educación Media Superior de la Secretaría de Educación Pública.
En febrero de 2018 fue designado Coordinador de Vinculación y Programas Estratégicos en la Subsecretaria de Educación Superior de la Secretaría de Educación Pública.
En septiembre del 2019 se convirtió en el director de país del Programa Skills For Prosperity México, contratado por la empresa trasnacional DAI Global LTD. https://www.dai.com/.
En enero de 2023 después de un proceso competitivo fue selecionado como director de país de la International Youth Foundation, organización especializada en generar alternativas y conexión entre el mundo eduicativo y el empleo de las juventudes en el mundo IYF